# ممر 5-سي

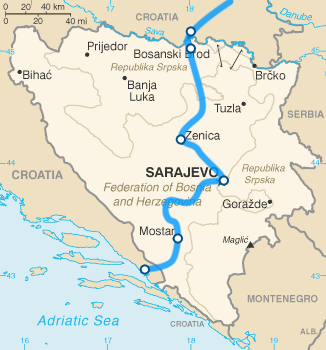
الطريق السريع 5-سي

ممر 5-سي هو فرع من الطريق السريع الخامس الذي يشمل أيضا الممر أيه والممر بي ومن المقرر ان تربط هذه الطريق السريعة القارة الأوروبية ببعضها ويبلغ طول الممر 5-سي 332 كم وهو يربط العاصمة الهنغارية بودابست بالبحر الأدرياتيكي عن طريق الميناء الكرواتي بولس وعبوراً بالأراضي البوسنية.
وقد مولت الكويت عن طريق الصندوق الكويتي للتنمية الاقتصادية العربية القسم الذي يمر بالأراضي البوسنية من الممر 5-سي بـ 26 مليون يورو.